# Station Mortain - Le Neufbourg
Station Mortain - Le Neufbourg is een spoorwegstation in de Franse gemeente Le Neufbourg. Het station is gesloten.